# La Raza Nation
La Raza Nation (LRZ) — преступная группировка, действующая в США. Была основана в 1972 году. Цвета группировки — зелёный, белый и красный (так же, как у мексиканского флага). Символы банды включают в себя мексиканский флаг, крест и шестиконечную звезду.

## Отношения с другими бандами
Хотя La Raza является частью бандитской системы Folk Nation, группировка воевала со многими другими этническими бандами. Основные противники La Raza Nation — местные конкуренты, такие как Latin Kings, Black P. Stones и Almighty Saints.

## Деятельности в Чикаго и за пределами
Деятельность La Raza не ограничивается районом Чикаго, где была создана банда. La Raza активно действует в Нью-Йорке. В отчёте полиции за 1996 год было отмечено, что La Raza является соперником Gran Familia Mexicana (Федерация мексиканских банд в Нью-Йорке).
В период между 2001 и 2003 годами La Raza участвовала в войне с бандой Vatos Locos. В конце концов, 12 участников Vatos Locos были обвинены в сговоре с целью убийства 4 лидеров конкурирующей банды. В числе прочих, один лидер Vatos Locos был приговорен к 151 году тюремного заключения за участие в сговоре.
В апреле 2005 года 19 человек, подозреваемых в участии в группировке La Raza, были арестованы федеральными и местными правоохранительными органами в Нейплс, штат Флорида. Чиновники оценили численность банды на уровне около 100 человек и отметили, что задержанные находились на территории Нейплс, начиная, по крайней мере, с 1996 года.
В июле 2005 года La Raza была внесена Иммиграционной службой в список 54 жестоких уличных банд. Две недели на всей территории страны проходила операция против банды.
Местные офицеры округа Гуиннетт также отметили наличие участников La Raza на их территории. Чиновники Иммиграционной службы провели аресты участников La Raza в Атланте.
В 2005 году в докладе, подготовленном Министерством юстиции США, было отмечено наличие La Raza в западной части Соединенных Штатов, но указано на невысокий уровень их активности. В общей сложности около 17 процентов работников правоохранительных органов, опрошенных по всей территории страны, сообщили о наличии La Raza на их территории. Чуть более 6 процентов работников сообщили о деятельности La Raza от умеренного до высокого уровня.
В докладе 2006 года Бюро содействия правосудию отметило наличие La Raza в Аризоне, Аляске, Флориде, Джорджии, Иллинойсе, Индиане, штате Небраске, Нью-Йорке и Виргинии.
В 2008 году присутствие La Raza было зафиксировано в округе Уокешо, штат Висконсин. Группировка была в состоянии конфликта с бандой 38-й улицы. В Висконсине также документально подтверждено, что La Raza участвуют в незаконном обороте кокаина в области Шебойган.